# Гай Юлій Ювенал
Гай Юлій Ювенал (лат. Gaius Iulius Iuvenalis) — давньоримський політичний діяч І століття, консул-суффект 81 року.
З березня по квітень 81 року обіймав посаду консула-суффекта разом з Марком Росцієм Целієм. Інші відомості про нього не збереглися.